# К'ак'-Уті'-Віц'-К'авііль
К'ак'-Уті'-Віц'-К'авііль (14 листопада 604 — 18 червня 695) — ахав Шукууп у 628—695 роках. Інший варіант написання імені — «Чан-Іміш-К'авііль».

## Життєпис
Був сином ахава К'ак'-Уті'-Чана. Народився в день 9.8.11.6.19, 9 Кавак 7 Мак (14 листопада 604 року). Про молоді роки мало відомостей. Після смерті батька у 628 році стає новим ахавом. Церемонія інтронізації відбулася 9.9.14.17.5, 6 Чікчан 18 К'аяб (8 лютого 628 року).
Про перші більш ніж 20 років його правління нічого невідомо. За археологічними дослідженнями стало відомо, що К'ак'-Уті'-Віц'-К'авііль зберіг володіння, що отримав від батька, придушивши намагання залежних політій здобути самостійність. Згодом поширив вплив на північ (до районів сучасного Белізу). Були підкорені держави з центрами в городищах Пусільха й Нім-Лі-Пуніт. Водночас значний час приділяв розбудові столиці своєї держави.
Він помер в день 9.13.3.5.7, 12 Манік' 0 Йашк'ін (18 червня 695 року) у віці 91 року і був похований за все через два дні в гробниці, яку було приготовлено для нього зазделегідь. Вшанування нащадків цього царя було настільки велике, що на вівтарі Q він позначений не своїм ім'ям, а титулом «володар п'яти к'атунів».

## Будівництво
Завершив зведення «Споруди 2», позначивши північний кордон Головної площі столиці. Здійснив ритуальне руйнування побудованого ахавом Туун-Каб'-Хішем будівлі Папагайо з пірамідою «Маскарон» і звів над ними нове святилище, назване археологами «Чорча». Її завершувало довге спорудження з 7 дверними отворами спереду і позаду, що нагадує галерею. Під її підлогою було виявлено великий склеп 7,6 м завдовжки, перекритий 11 величезними кам'яними плитами. Плити закривали одне з найбагатших поховань Копана. Тіло господаря гробниці (брат або син К'ак'-Уті'-Віц'-К'авііля) було загорнуте в рогожу і прикрашено численними речами з жадеїту, серед яких виділяються намисто і масивні вушні вставки. Серед підношень покійному були знайдені 44 керамічних посудини, шкури ягуара і рідкісні мушлі спонділус, а також письмове приладдя і одна книга, за що поховання Чорча отримала умовну назву «Гробниці писаря».
Пов'язані з Чорчею сходи ще під час зведення отримали назву «ступені К'ак'-Уті'-Віц'-К'авііля». Серед великого числа керамічних курильниц, залишених навколо святилища Чорча, виділяються 12, кришки яких були виготовлені у вигляді людських фігур. Теотіуакансбкі кола навколо очей однієї з них дозволили ідентифікувати її як К'ініч-Йаш-К'ук'-Мо '. Звідси вчені встановили, що 12 курильниць є портретами К'ак'-Уті'-Віц'-К'авііля і одинадцяти його попередників на троні Шукуупа.

## Стели
У день 9.10.18.12.8, 8 Ламат 1 Йашк'ін (30 червня 651 року) К'ак'-Уті'-Віц'-К'авііль присвятив свій найранішній відомий монумент, стелу 23, яку археологи виявили в городищі Санта-Рита, розташованому близько 12 км від Копана.
На честь закінчення к'атуна 9.11.0.0.0, 12 Ахав 8 Кех (14 жовтня 652 року) була встановлена низка «великих каменів». Особливість монументів К'ак'-Уті'-Віц'-К'авііля полягає в тому, що якщо стели 2 і 3 були встановлені, як зазвичай, на Головній площі Хушвітіка, то повнофігурну стелу 10, 12, 13 і 19 розмістили на схилах пагорбів по всій долині. Після цього ахав встановив ще 7 монументів в період з 652 до 695 року. Стела 63 і пов'язана з нею ієрогліфічна щабель були розбиті, спалені і ритуально поховані разом з кількома кам'яними головами ара.